# 米爾茨楚施拉格
米爾茨楚施拉格（德語：Mürzzuschlag）是奧地利施泰爾馬克州的城市，位於該國東北部，距離首都維也納85公里，面積12.26平方公里，海拔高度670米，2012年人口8,663。

## 外部連結
- Welcome to Mürzzuschlag.
- 图片